# 14574 Payette
14574 Payette (1998 QR58) là một tiểu hành tinh vành đai chính được phát hiện ngày 30 tháng 8 năm 1998 bởi Spacewatch ở Kitt Peak.